# Ellie (film)
Pour les articles homonymes, voir Ellie.
Ellie est un film américain de Peter Wittman sorti en 1984.

## Synopsis
Dans le Sud profond, Ellie jure de venger la mort de son père, assassiné par sa belle-mère ainsi que ses trois demi-frères. Elle va utiliser son corps sublime pour arriver à ses fins.

## Fiche technique
- Réalisation : Peter Wittman
- Scénario : Glenn Allen Smith
- Société de production : Troma Entertainment
- Date de sortie : 1984
- Durée : 88 minutes
- Musique : Bob Pickering

## Distribution
- Shelley Winters : Cora Jackson
- Edward Albert : Tom
- Pat Paulsen : Sheriff Pete
- George Gobel : Preacher
- Sheila Kennedy : Ellie Jackson
- Patrick Tovatt : Art
- James Gaspard : Billy
- Robert Keith : Frank
- Tom Matts : Sidney Jackson
- Ouida White : Beatrice